# Jizhou (Ji’an)

Lage von Jizhou (rot) im Verwaltungsgebiet von Ji’an (gelb) in Jiangxi

Der Stadtbezirk Jizhou (chinesisch 吉州区, Pinyin Jízhōu Qū) ist ein Stadtbezirk, der zum Verwaltungsgebiet der bezirksfreien Stadt Ji’an in der chinesischen Provinz Jiangxi gehört. Er hat eine Fläche von 424 km² und zählt 338.523 Einwohner (Stand: Zensus 2010). Er ist Zentrum und Sitz der Stadtregierung von Ji’an.

## Administrative Gliederung
Auf Gemeindeebene setzt sich der Stadtbezirk aus sechs Straßenvierteln, drei Großgemeinden und zwei Gemeinden zusammen. 